# 布朗斯維爾鎮區 (明尼蘇達州休斯頓縣)
布朗斯維爾鎮區（英語：Brownsville Township）是位於美國明尼蘇達州休斯頓縣的一個行政鎮區。

## 地方資料
布朗斯維爾鎮區的面積為76.62平方千米，當中陸地面積為73.05平方千米，而水域面積為3.57平方千米。根據2020年美國人口普查的數據，當地共有人口413人，而人口密度為每平方千米5.39人。